# 济南西站 (济南地铁)
济南西站是济南轨道交通1号线与建设中的4号线、6号线的地铁换乘站，位于中华人民共和国山东省济南市槐荫区兴福街道京沪高铁济南西站地下。其中1号线车站与6号线车站位于国铁东广场，两条线路可站内换乘；4号线车站位于国铁西广场，与另外两条线路需出站换乘。济南西站于2019年4月1日正式开通运行，因位于高铁站济南西站下而得名，由济南轨道交通集团有限公司负责管理运行。

## 出入口
与济南地铁其他车站不同，济南西站出入口并未进行编号，仅指示可通往的方向。
| 編號 | 指示             |
| ---- | ---------------- |
| 出口 | 高铁换乘大厅     |
| 出口 | 济南西站公交枢纽 |

### 临近地点
- 济南西站
- 济南长途汽车西站
- 山东省会大剧院
- 济南三馆

## 文化特色
本站采用圆形天窗的设计，与广场上的荷花雕塑相得益彰，形成了泉涌荷韵的美景。